# ヘンリー・ケルシー

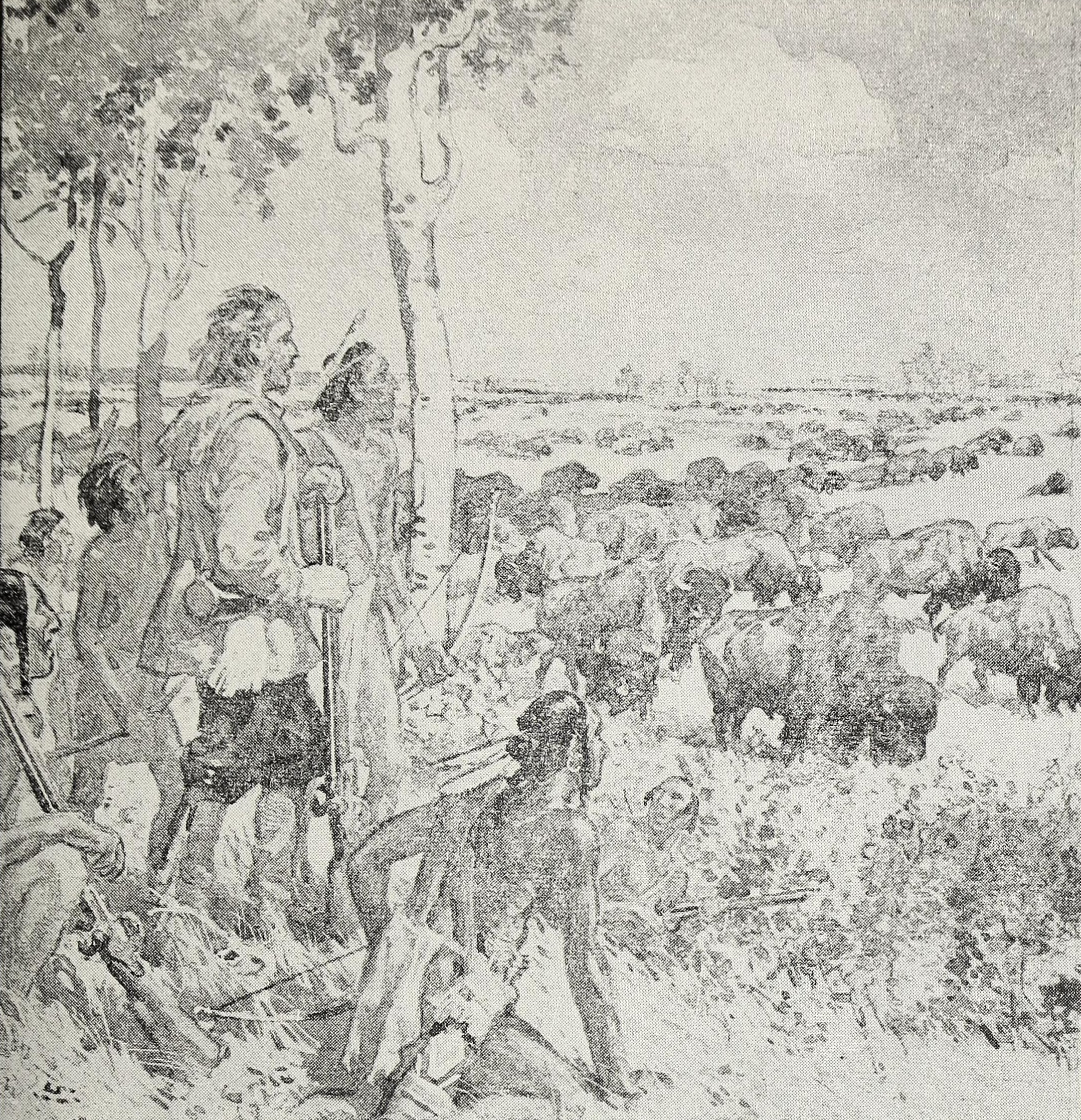
プレーンズ西部のバッファローを眺めるケルシー。チャールズ・ウィリアム・ジェフリーズ（1869年 - 1951年）画

ヘンリー・ケルシー（英: Henry Kelsey、1667年ごろ - 1724年）は、イギリスの毛皮商、探検家、船乗り。ザ・ボーイ・ケルシーという異名を持つ。ハドソン湾会社の確立に重要な役割を果たした。
イーストグリニッジに生まれ、ロンドン中心部で結婚した。

## 経歴
20歳のときにハドソン湾会社に入社し、北米大陸に移って西部の先住民と働いた。
1690年から1691年にかけてクリー族と共にハドソン湾からサスカチュワン川を遡り、現在のマニトバ州北部を探検した。今でも現在のアルバータ州とサスカチュワン州に最初に足を踏み入れたヨーロッパ人と言われている。また、プレーリー、大きなバッファローの群れ、グリズリー、グレートプレーンズに暮らす多くの先住民族などを見た最初のヨーロッパ人としても知られている。
1722年、55歳のときにイングランドに帰国し、その2年後に逝去した。遺体はグリニッジの聖アルフェッジ教会に葬られた。

## ゆかりの事象
- トロント近郊のスカーバローにはヘンリー・ケルシー上級公立学校がある
- サスカトゥーンにはケルシー公園がある
- カナダ・ポスト（カナダ郵便）は以前「ヘンリー・ケルシー、平原の最初の探検家」というタイトルの6セント切手を発行した[3]
- サスカチュワン応用科学・技術学院（SIAST）のサスカトゥーンキャンパスは「ケルシー・キャンパス」と名付けられた
- サスカトゥーンにはケルシーフレンチバイリンガル小学校がある
- サスカチュワン州のカナダ放送協会（CBC）系ラジオ局「CBK」のKとはケルシーのイニシャルである[4]
- 農業・農業食品カナダによって開発されたバラに彼を称えて名付けられた「ヘンリー・ケルシー・ローズ」という品種がある[5]